# Techzine
Techzine (vaak afgekort tot TZ) is een Nederlandstalige ICT-communitywebsite van Dolphin Publications met nieuws en achtergronden over enterprise IT technologie. Hierbij is er veel aandacht voor onderwerpen als cloud, collaboration tools, data science, data management, devops, infrastructure, security en workplace. De website is opgericht op 11 juli 2002 met de naam Tweakzone en was als tegenhanger van Tweakers.net bedoeld. Destijds richtte Tweakzone zich nog echt op de consumentenmarkt met informatie over hardware, software en internet. De naam Tweakzone werd echter veranderd naar Techzine in 2005, omdat deze te veel zou lijken op Tweakers.net. De site werd anderhalf jaar na het oprichten ervan overgenomen door het webhostingbedrijf Dolphin IS. Dolphin IS veranderde in 2018 zijn naam naar Dolphin Publications.
Dagelijks verschijnen nieuwsberichten en achtergrondverhalen op Techzine. Ook kenmerkt de site zich door het plaatsen van diepgaande analyses over complexe IT-oplossingen. Het doel is IT-beslissers en IT-professionals te informeren over de mogelijkheden, zodat zij een afgewogen keuze kunnen maken.

## Techzine v3
In april 2011 is Techzine versie 3 gelanceerd. Belangrijkste wijziging in deze versie is dat het forum eindelijk geïntegreerd werd met de rest van de website. Het forum is bovendien geheel zelf geschreven, in tegenstelling tot de MyReact-software die eerst gebruikt werd. Verder zijn bij de lancering enkele niet goedlopende secties (externe reviews, scripts, vraag en aanbod en casemods) geschrapt en is de sectie Extern ICT-nieuws toegevoegd.

## Overgang naar zakelijke markt in 2016
Begin 2016 heeft Techzine ervoor gekozen de strategie om te gooien en een ander lezerspubliek te gaan aantrekken. Waar in de eerste 14 jaar de focus volledig lag op de consumentenmarkt en de klein zakelijke markt, is dat veranderd naar de algemene zakelijke markt. In het begin ging het vooral om het MKB, maar als snel veranderde dit in enterprise-IT. Sinds 2017 richt Techzine zich volledig op de enterprise-IT-markt en is de consumentenmarkt steeds meer vaarwel gezegd.

## Versie 9 (2019)
In 2019 volgde een belangrijke uitbreiding op het Techzine-platform. Techzine was al actief in Nederland en België, maar mikt met de lancering van versie 9 ook op de rest van Europa. Naast de Nederlandstalige editie is er nu ook een Engelse-editie die IT-professionals en decision makers uit heel Europa moet aanspreken. Techzine.eu werkt met een vaste redactie vanuit Nederland, aangevuld met freelancers vanuit heel Europa. Techzine.eu wist in januari 2020 zichzelf op de kaart te zetten met een analyse over een groot Citrix beveiligingslek.

## Afsplitsing België
Op 28 oktober 2020 is de Belgische tak van Techzine afgesplitst om op zelfstandige basis verder te gaan onder de naam ITdaily. Hierbij zal de focus eerder op IT voor KMO's liggen dan op de enterprisemarkt.
Techzine.be verwijst dan ook automatisch door naar itdaily.be .